# Aphaenina nicobarica
Aphaenina nicobarica är en insektsart som beskrevs av Stsl 1869. Aphaenina nicobarica ingår i släktet Aphaenina och familjen lyktstritar. Inga underarter finns listade i Catalogue of Life.